# Paracladiscus atricolor
Paracladiscus atricolor là một loài bọ cánh cứng trong họ Cleridae. Loài này được Miyatake miêu tả khoa học năm 1965.